# Hexaphilia scoresbyi
Hexaphilia scoresbyi är en nässeldjursart som beskrevs av Lisa-ann Gershwin och Wolfgang Zeidler 2003. Hexaphilia scoresbyi ingår i släktet Hexaphilia och familjen Olindiasidae. Inga underarter finns listade i Catalogue of Life.